# Millions of Dreads
Millions of Dreads ist der Name einer österreichischen Reggaeband aus der Steiermark. Sie wurde 2006 vom späteren Leadsänger Peter Lessing gegründet. 

## Band
Zu Beginn hatte Lessing einen Song für eine Geburtstagsparty geschrieben, der auf der Feier so beliebt war, dass er sich entschied, eine musikalische Karriere zu starten. Kurz darauf wurde die erste CD in Eigenproduktion eingespielt. Im selben Jahr trat Lessing mit Daniel Hammler mehrmals als Zwei-Mann-Band auf, bis sich 2007 die endgültige Formation fand. Die Band versuchte sich im Frühjahr 2007 auch an der Teilnahme am Ö3 Soundcheck, scheiterte mit ihrem Song Another Day aber im Finale.
Der Musikstil reicht laut Selbstbeschreibung von Reggae bis Drum and Bass. Die Texte sind in Deutsch, Steirisch, Englisch, Spanisch und Patois gehalten. Produziert wird die Gruppe von Ernst Gottschmann, der bereits mit Bands wie den Ausseer Hardbradlern oder der B-Funk Family zusammenarbeitete. 2008 brachte man das erste Studioalbum, Hands Up, auf den Markt.

## Diskografie

### Singles & EPs
- Millions of Dreads (2006), EP
- Nature Vibrations (2007), Single
- Schwoaza Mann (2009)
- Love Is The Way (2010), EP

### Alben
- Hands Up (2008)
- Im Wandel (2011)
- Summazeit (2012)
- One (2015)